# Jacques Bertin (chanteur)
Pour les articles homonymes, voir Jacques Bertin et Bertin.
Jacques Bertin, né le 17 octobre 1946 à Rennes est un chanteur, poète et journaliste français. Chanteur « à texte », il s'est placé à contre-courant de la variété en plein développement à partir de la seconde moitié des années 1960 et des modes de promotion de cette variété : émissions de télévision, diffusion massive dans les radios, magazines s'adressant aux adolescents, etc.

## Biographie
Jacques Bertin est journaliste de formation, élève de l'École supérieure de journalisme de Lille (41e promotion). 
Il vient à la chanson dès les années 1960, en 1966 il remporte le prix Jeunesse organisé par La Voix du Nord.
Puis il chante à Paris au Théâtre populaire de la chanson.
Son premier album paraît en 1967 : il devient la même année lauréat de l'Académie Charles-Cros. Il en a publié une vingtaine depuis.
Chanteur « à texte », il a participé à des émissions telles que La fine fleur de la chanson française de Luc Bérimont et Y'a d'la chanson dans l'air de Jean-Louis Foulquier, toutes deux sur France Inter. Ses chansons sont partagées entre une inspiration politique et une autre éminemment poétique. 
Il s'est entouré de musiciens venus du jazz d'avant-garde, Didier Levallet, Siegfried Kessler, mais dans un accompagnement qui reste sobre. 
Certains critiques, tel Claude Fléouter du Monde, ont estimé que ses textes prenaient trop le pas sur la musique : « Sans doute Bertin devrait-il jouer beaucoup plus avec les couleurs de la musique, ne pas se contenter de ses deux musiciens-complices, d'ailleurs excellents, au piano et à la contrebasse, et prendre un groupe pour faire épanouir, éclater sa musique et mieux souligner ses mots. ».
Ce journaliste de formation a également dirigé de 1989 à 2000 les pages culturelles du magazine Politis, y tenant une chronique intitulée « Malin plaisir ». Il a continué de contribuer à cet hebdomadaire Politis jusqu'en 2001, avant de le quitter sur un différend politique.
Jacques Bertin est attaché au Québec, où il a chanté à de nombreuses reprises.
Il a consacré un livre à Félix Leclerc. Ce livre, Félix Leclerc, le roi heureux et un autre de ses ouvrages, Du vent, Gatine !, ont été publiés à Montréal. Il a également consacré un film au poète René Guy Cadou, et un disque de chansons sur des poèmes de Luc Bérimont mis en musique par Reinhardt Wagner. Il est également l'auteur de poèmes.
Parmi les titres composés : À Besançon, À Julos, les biefs, Claire, Louvigné-du-Désert, Menace, Paroisse..

## Hommages
Jacques Bertin a obtenu deux fois le Grand Prix du disque de l'Académie Charles-Cros durant sa carrière,, la première fois en 1967 pour son premier disque, Corentin, et la deuxième fois en 1983 pour le disque Changement de propriétaire, paru l'année précédente, où il se fait l'interprète de grands noms de la chanson. Ses chansons ont fait l'objet d'une thèse de doctorat, soutenue en décembre 1999 à l'université Paris-XII,.
Lui-même est le fondateur du Prix Jacques-Douai.

## Discographie

### En 33 tours
- 1967 : album sans titre plus tard intitulé Corentin ou Récital n°1
- 1968 : album sans titre plus tard intitulé Revoilà le soleil ou Récital n°2
- 1970 : Récital n°3, réédité ensuite sous le titre Fête étrange
- 1972 : Chansons et poèmes
- 1974 : album sans titre plus tard intitulé Á Besançon
- 1975 : Permanence du fleuve
- 1977 : Domaine de joie
- 1978 : Enregistrement public 29.IX.78 au Théâtre de la Gaîté-Montparnasse —
- 1980 : Les Visites au bout du monde
- 1982 : Changement de propriétaire
- 1984 : Ma vie mon œuvre
- 1985 : Paris Théâtre de la Ville
- 1988 :  Bertin chante Bérimont
- 1989 : Jacques Bertin en concert, "Café de la Danse 1989"
- 1991 : Le Poids des roses —
- 1993 : La Blessure sous la mer
- 1996 : Hôtel du grand retour
- 1999 : Le Grand bras, les îles
- 2000 : Aux Oiseaux de passage
- 2002 : La Jeune fille blonde
- 2005 : No surrender
- 2007 : Que faire ? 40 ans de chanson - Enregistrement public
- 2010 : Comme un pays
- 2013 : L'État des routes
- 2016 : Seul, dans le paysage
- 2019 : Ce qui reste, ce qui vient

### En 45 tours
- 1967 : Jacques Bertin, Une sélection "La Fine fleur"
- 1967 : Jacques Bertin, Grand Prix de Disque de l'Académie Charles Cros
- 1972 : Claire + Ne parlez pas

### Compilations
- 1991 :  Fête étrange —
- 2003 : Jacques Bertin chanté par Jacques Bertin

Jacques Bertin a également conçu, en juin 2010, sous le titre "La Bande des cinq", un disque en hommage à ses copains Jean-Max Brua, Gilles Elbaz, Jean-Luc Juvin et Jean Vasca. Cette compilation reprend des titres de ces quatre artistes, ainsi que deux chansons interprétées par Jacques Bertin : Adieu, amis de ma jeunesse et Amis, soyez toujours... (de Jean Vasca).
Jacques Bertin apparaît également sur des disques du Groupe Unison, qui fut produit dans les années 70 par le Parti Socialiste. Dans ce groupe à géométrie variable, on relevait, outre celui de Jacques Bertin, les noms de David Jisse ( voix, guitare, piano) ,  Jacques Mahieux (guitare, voix) Jo Schmelzer (guitare, voix), Dominique Marge, (voix), Fabienne Elkoubi (voix), Élianne Taguiev (voix) ainsi que Didier Levallet (violoncelle, contrebasse) et Jean Peylet (clarinette, clarinette basse). Herbert Pagani s'est joint à ce groupe pour l'enregistrement du titre Changer la vie, hymne du Parti Socialiste, dont il était, avec Mikis Theodorakis, l'auteur.
- 1978 : "Enfances"
- L'Internationale
- Changer la vie

En 2025, EPM Musique a entamé la publication d'une intégrale des enregistrements de Jacques Bertin. Sous le titre Le Chant d'un homme, cette intégrale conçue et réalisée par Michel Boutet et Jean-François Grandin est organisée chronologiquement en 3 volumes, reprenant les 33 tours et les cd de Jacques Bertin, tant en studio qu'en public, ainsi qu'un certain nombre d'inédits.[réf. nécessaire]
Jacques Bertin a effectué la transcription en chanson de la 1ère gymnopédie d'Éric Satie pour Isabelle Bonnadier.

## Publications
- Impossible parler, Librairie Saint-Germain-des-Prés, 1975 (poèmes).
- Dans l'ordre, poèmes et chansons, Éditions Saint-Germain-des-Prés, 1978.
- Chante toujours, tu m'intéresses (ou les combines du show-biz), Éditions du Seuil, Collection Intervention, 1981[15].
- Félix Leclerc, le roi heureux (Biographie), Éditions Arléa, Éditions Boréal (Québec), 1987.
- Du vent, Gatine ! (Un rêve américain), Éditions Arléa, 1989.
- Avec Pierre Veilletet, Plain-chant, pleine page (Poèmes et chansons 1968-1992), Éditions Arléa, 1992.
- Blessé seulement (Poèmes inédits), Éditions de l'Escampette, 2005.
- Une affaire sensationnelle (roman), Editions Le Condottiere, 2008.
- Reviens, Draïssi !, Éditions le Condottiere, 2009.
- Collectif, Sous le signe d'Hélène Cadou, édition du Traict, 2010.
- Les traces des combats (poèmes et chansons de 1993 à 2010), Éditions le Condottiere, 2011.
- Le dépanneur (Le Québec de A à Z vu par Jacques Bertin), Éditions Sylvain Harvey, 2011.

## Filmographie
- René Guy Cadou, de Louisfert à Rochefort-sur-Loire, un film de Jacques Bertin, réalisation Annie Breit (DVD éditions Velen).
- Jacques Bertin, le chant d'un homme, un documentaire de Philippe Lignières et Hélène Morsly, 2006, 63 min.
- Jean Dufour, un ouvrier dans la coulisse (ou : comment un ajusteur à la SNCF devint un imprésario des plus respectés), un film de Jacques Bertin et Étienne Louis, 2011 (DVD éditions Velen).